# Coupe d'Espagne de football 2012-2013
Navigation
Coupe d'Espagne 2011-2012 Coupe d'Espagne 2013-2014
La coupe d'Espagne de football 2012-2013, ou Coupe du Roi, est la 110e édition de cette compétition dont le tenant du titre est le FC Barcelone.
83 équipes de première, deuxième et troisième division prennent part à la compétition. Les équipes filiales (équipes réserves) ne participent pas. Le champion de la Coupe du Roi se qualifie pour disputer le quatrième tour de la Ligue Europa 2013-2014 et pour la Supercoupe d'Espagne 2013.
En finale, l'Atlético Madrid bat le Real Madrid 2 à 1.

## Équipes qualifiées
Sont qualifiées pour la Coupe du Roi 2012-2013 :
- les vingt équipes de Première division ;
- les vingt équipes de Deuxième division ;
- vingt-cinq équipes de Deuxième division B : ce sont les cinq premiers de chacun des quatre groupes qui composent la Segunda División B, plus les cinq équipes avec le plus de points à la fin de la saison précédente, qui participent à la Coupe du Roi ;
- dix-huit équipes de Tercera División : ce sont les champions 2012 de chacun des 18 groupes qui composent la Tercera División qui participent à la Coupe du Roi.

## Premier tour
43 équipes de Segunda División B et Tercera División prennent part au premier tour de la Coupe du Roi, dont sept sont exemptés. Le tour se joue à match unique les 29 et 30 août 2012 sur le terrain du club tiré au sort en premier.
| Club recevant          | Score | Club visiteur          |
| ---------------------- | ----- | ---------------------- |
| Caudal Deportivo       | 2 - 0 | CD Marino              |
| CD Ourense             | 2 - 1 | Real Ávila             |
| Real Oviedo            | 2 - 0 | CF Fuenlabrada         |
| SD Logroñés            | 2 - 1 | UD Logroñés            |
| SD Noja                | 3 - 2 | SD Amorebieta          |
| CD Laudio              | 0 - 1 | SD Eibar               |
| SD Ejea                | 4 - 2 | Peña Sport FC          |
| CE L'Hospitalet        | 1 - 0 | Orihuela CF            |
| CD Alcoyano            | 2 - 0 | CD Atlético Baleares   |
| CE Constancia          | 3 - 0 | Yeclano Deportivo      |
| AE Prat                | 2 - 1 | Gimnàstic de Tarragone |
| UE Llagostera          | 1 - 0 | CF Badalona            |
| Cádiz CF               | 3 - 2 | CD San Roque de Lepe   |
| Arroyo CP              | 2 - 1 | La Roda CF             |
| Albacete Balompié      | 4 - 0 | Loja CD                |
| CP Villarrobledo       | 1 - 3 | CP Cacereño            |
| Atlético Sanluqueño CF | 1 - 0 | FC Cartagena           |
| Catarroja CF           | 0 - 2 | Deportivo Alavés       |

Clubs exemptés : RB Linense, Real Jaén, UD Melilla, Huracán Valencia CF, Lucena CF, CD Tenerife et Lleida Esportiu.

## Deuxième tour
Le deuxième tour est disputé entre les 18 vainqueurs du premier tour, les 7 clubs exempts et les 20 équipes de Deuxième division. Les clubs de Deuxième division s'affrontent obligatoirement entre eux. Ce tour se joue sur un seul match les 11 et 12 septembre 2012.
| Club recevant            | Score              | Club visiteur          |
| ------------------------ | ------------------ | ---------------------- |
| Lucena CF                | 4 - 1              | SD Logroñés            |
| CE Constancia            | 1 - 1 (pen. 3 - 1) | CD Ourense             |
| CE L'Hospitalet          | 1 - 1 (pen. 3 - 4) | SD Noja                |
| Deportivo Alavés         | 2 - 1              | Atlético Sanluqueño CF |
| Club Lleida Esportiu     | 0 - 2              | SD Eibar               |
| UE Llagostera            | 1 - 0              | SD Ejea                |
| Real Oviedo              | 0 - 0 (pen. 4 - 5) | AE Prat                |
| Huracán Valencia CF      | 1 - 1 (pen. 4 - 2) | Albacete Balompié      |
| CD Alcoyano              | 1 - 0              | CD Tenerife            |
| Real Jaén                | 2 - 0              | Caudal Deportivo       |
| Cádiz CF                 | 1 - 2              | Arroyo CP              |
| Real Balompédica Linense | 2 - 2 (pen. 5 - 6) | UD Melilla             |
| UD Almería               | 2 - 0              | Real Murcie            |
| Sporting Gijón           | 2 - 0              | Girona FC              |
| SD Huesca                | 2 - 1              | CD Guadalajara         |
| CD Lugo                  | 0 - 1              | Racing Santander       |
| CE Sabadell              | 2 - 0              | Hércules CF            |
| Villarreal CF            | 0 - 2              | SD Ponferradina        |
| CD Mirandés              | 2 - 0              | Recreativo de Huelva   |
| Córdoba CF               | 1 - 0              | Elche CF               |
| Xerez CD                 | 0 - 1              | UD Las Palmas          |
| AD Alcorcón              | 4 - 1              | CD Numancia            |

Club exempté : CP Cacereño.

## Troisième tour
Le troisième tour se joue entre les 22 vainqueurs du tour précédent. Les équipes de Deuxième division s'affrontent de nouveau obligatoirement entre elles. Ce tour se dispute sur un seul match les 17 et 18 octobre 2012.
| Club recevant       | Score              | Club visiteur    |
| ------------------- | ------------------ | ---------------- |
| UD Las Palmas       | 4 - 2              | Racing Santander |
| Sporting Gijón      | 2 - 1              | CD Mirandés      |
| UD Almería          | 3 - 0              | AD Alcorcón      |
| SD Huesca           | 1 - 1 (pen. 3 - 4) | SD Ponferradina  |
| CE Sabadell         | 0 - 1              | Córdoba CF       |
| Huracán Valencia CF | 1 - 2              | Deportivo Alavés |
| Lucena CF           | 1 - 3              | CP Cacereño      |
| CE Constancia       | 1 - 1 (pen. 7 - 8) | UD Melilla       |
| SD Eibar            | 1 - 0              | Arroyo CP        |
| SD Noja             | 0 - 1              | Real Jaén        |
| AE Prat             | 2 - 3              | UE Llagostera    |

Club exempté : CD Alcoyano.

## Phase finale
| 1/16e de finale      | 1/16e de finale | 1/16e de finale | 1/16e de finale |  |               | 1/8e de finale  | 1/8e de finale | 1/8e de finale | 1/8e de finale |  |  | 1/4 de finale   | 1/4 de finale | 1/4 de finale | 1/4 de finale |  |  | 1/2 finale      | 1/2 finale | 1/2 finale | 1/2 finale |  |  | finale          | finale | finale | finale |  |  |
|                      |                 |                 |                 |  |               |                 |                |                |                |  |  |                 |               |               |               |  |  |                 |            |            |            |  |  |                 |        |        |        |  |  |
| UD Almería           | 2               | 0               | 2               |  |               |                 |                |                |                |  |  |                 |               |               |               |  |  |                 |            |            |            |  |  |                 |        |        |        |  |  |
| Celta Vigo           | 0               | 3               | 3               |  |               | Celta Vigo      | 2              | 0              | 2              |  |  |                 |               |               |               |  |  |                 |            |            |            |  |  |                 |        |        |        |  |  |
| CD Alcoyano          | 1               | 0               | 1               |  | Real Madrid   | 1               | 4              | 5              |                |  |  |                 |               |               |               |  |  |                 |            |            |            |  |  |                 |        |        |        |  |  |
| Real Madrid          | 4               | 3               | 7               |  |               |                 |                |                |                |  |  | Real Madrid     | 2             | 1             | 3             |  |  |                 |            |            |            |  |  |                 |        |        |        |  |  |
| Sporting Gijón       | 1               | 0               | 1               |  |               |                 |                |                |                |  |  | Valence CF      | 0             | 1             | 1             |  |  |                 |            |            |            |  |  |                 |        |        |        |  |  |
| CA Osasuna           | 0               | 2               | 2               |  |               | CA Osasuna      | 0              | 1              | 1              |  |  |                 |               |               |               |  |  |                 |            |            |            |  |  |                 |        |        |        |  |  |
| UE Llagostera        | 0               | 1               | 1               |  | Valence CF    | 2               | 2              | 4              |                |  |  |                 |               |               |               |  |  |                 |            |            |            |  |  |                 |        |        |        |  |  |
| Valence CF           | 2               | 3               | 5               |  |               |                 |                |                |                |  |  |                 |               |               |               |  |  | Real Madrid     | 1          | 3          | 4          |  |  |                 |        |        |        |  |  |
| Córdoba CF           | 2               | 2               | 4               |  |               |                 |                |                |                |  |  |                 |               |               |               |  |  | FC Barcelone    | 1          | 1          | 2          |  |  |                 |        |        |        |  |  |
| Real Sociedad        | 0               | 2               | 2               |  |               | Córdoba CF      | 0              | 0              | 0              |  |  |                 |               |               |               |  |  |                 |            |            |            |  |  |                 |        |        |        |  |  |
| Deportivo Alavés     | 0               | 1               | 1               |  | FC Barcelone  | 2               | 5              | 7              |                |  |  |                 |               |               |               |  |  |                 |            |            |            |  |  |                 |        |        |        |  |  |
| FC Barcelone         | 3               | 3               | 6               |  |               |                 |                |                |                |  |  | FC Barcelone    | 2             | 4             | 6             |  |  |                 |            |            |            |  |  |                 |        |        |        |  |  |
| SD Eibar             | 0               | 1               | 1               |  |               |                 |                |                |                |  |  | Málaga CF       | 2             | 2             | 4             |  |  |                 |            |            |            |  |  |                 |        |        |        |  |  |
| Athletic Bilbao      | 0               | 1               | 1               |  |               | SD Eibar        | 1              | 1              | 2              |  |  |                 |               |               |               |  |  |                 |            |            |            |  |  |                 |        |        |        |  |  |
| CP Cacereño          | 3               | 1               | 4               |  | Málaga CF     | 1               | 4              | 5              |                |  |  |                 |               |               |               |  |  |                 |            |            |            |  |  |                 |        |        |        |  |  |
| Málaga CF            | 4               | 0               | 4               |  |               |                 |                |                |                |  |  |                 |               |               |               |  |  |                 |            |            |            |  |  | Real Madrid     | .      | .      | 1      |  |  |
| Real Jaén            | 0               | 0               | 0               |  |               |                 |                |                |                |  |  |                 |               |               |               |  |  |                 |            |            |            |  |  | Atlético Madrid | .      | .      | 2      |  |  |
| Atlético Madrid      | 3               | 1               | 4               |  |               | Atlético Madrid | 3              | 0              | 3              |  |  |                 |               |               |               |  |  |                 |            |            |            |  |  |                 |        |        |        |  |  |
| SD Ponferradina      | 0               | 0               | 0               |  | Getafe CF     | 0               | 0              | 0              |                |  |  |                 |               |               |               |  |  |                 |            |            |            |  |  |                 |        |        |        |  |  |
| Getafe CF            | 4               | 0               | 4               |  |               |                 |                |                |                |  |  | Atlético Madrid | 2             | 1             | 3             |  |  |                 |            |            |            |  |  |                 |        |        |        |  |  |
| UD Las Palmas        | 1               | 0               | 1               |  |               |                 |                |                |                |  |  | Betis Séville   | 0             | 1             | 1             |  |  |                 |            |            |            |  |  |                 |        |        |        |  |  |
| Rayo Vallecano       | 0               | 0               | 0               |  |               | UD Las Palmas   | 1              | 0              | 1              |  |  |                 |               |               |               |  |  |                 |            |            |            |  |  |                 |        |        |        |  |  |
| Real Valladolid      | 1               | 0               | 1               |  | Betis Séville | 1               | 1              | 2              |                |  |  |                 |               |               |               |  |  |                 |            |            |            |  |  |                 |        |        |        |  |  |
| Betis Séville        | 0               | 3               | 3               |  |               |                 |                |                |                |  |  |                 |               |               |               |  |  | Atlético Madrid | 2          | 2          | 4          |  |  |                 |        |        |        |  |  |
| UD Melilla           | 1               | 1               | 2               |  |               |                 |                |                |                |  |  |                 |               |               |               |  |  | Séville FC      | 1          | 2          | 3          |  |  |                 |        |        |        |  |  |
| Levante UD           | 0               | 4               | 4               |  |               | Levante UD      | 0              | 0              | 0              |  |  |                 |               |               |               |  |  |                 |            |            |            |  |  |                 |        |        |        |  |  |
| Saragosse            | 1               | 1               | 2               |  | Saragosse     | 1               | 2              | 3              |                |  |  |                 |               |               |               |  |  |                 |            |            |            |  |  |                 |        |        |        |  |  |
| Grenade CF           | 0               | 2               | 2               |  |               |                 |                |                |                |  |  | Saragosse       | 0             | 0             | 0             |  |  |                 |            |            |            |  |  |                 |        |        |        |  |  |
| Deportivo La Corogne | 1               | 0               | 1               |  |               |                 |                |                |                |  |  | Séville FC      | 0             | 4             | 4             |  |  |                 |            |            |            |  |  |                 |        |        |        |  |  |
| RCD Majorque         | 1               | 0               | 1               |  |               | RCD Majorque    | 0              | 2              | 2              |  |  |                 |               |               |               |  |  |                 |            |            |            |  |  |                 |        |        |        |  |  |
| Séville FC           | 3               | 3               | 6               |  | Séville FC    | 5               | 1              | 6              |                |  |  |                 |               |               |               |  |  |                 |            |            |            |  |  |                 |        |        |        |  |  |
| RCD Espanyol         | 1               | 0               | 1               |  |               |                 |                |                |                |  |  |                 |               |               |               |  |  |                 |            |            |            |  |  |                 |        |        |        |  |  |

### Seizièmes de finale
Les onze équipes victorieuses au troisième tour, le club exempté ainsi que les vingt équipes de Première division prennent part aux 1/16es de finale de la Coupe du Roi. Les sept équipes engagées dans des compétitions européennes affrontent obligatoirement les sept équipes de Deuxième division B. Les équipes de Deuxième division A affrontent obligatoirement les équipes restantes de Première division. Ce tour se joue en matchs aller-retour le 31 octobre et le 12 décembre 2012.
| Club recevant        | Résultat cumulé | Club visiteur   | Aller | Retour |
| -------------------- | --------------- | --------------- | ----- | ------ |
| UD Almería           | 2 - 3           | Celta Vigo      | 2 - 0 | 0 - 3  |
| CD Alcoyano          | 1 - 7           | Real Madrid     | 1 - 4 | 0 - 3  |
| Sporting Gijón       | 1 - 2           | CA Osasuna      | 1 - 0 | 0 - 2  |
| UE Llagostera        | 1 - 5           | Valence CF      | 0 - 2 | 1 - 3  |
| Deportivo Alavés     | 1 - 6           | FC Barcelone    | 0 - 3 | 1 - 3  |
| Córdoba CF           | 4 - 2           | Real Sociedad   | 2 - 0 | 2 - 2  |
| SD Eibar             | 1 - 1           | Athletic Bilbao | 0 - 0 | 1 - 1  |
| CP Cacereño          | 4 - 4           | Málaga CF       | 3 - 4 | 1 - 0  |
| Real Jaén            | 0 - 4           | Atlético Madrid | 0 - 3 | 0 - 1  |
| SD Ponferradina      | 0 - 4           | Getafe CF       | 0 - 4 | 0 - 0  |
| UD Las Palmas        | 1 - 0           | Rayo Vallecano  | 1 - 0 | 0 - 0  |
| Real Valladolid      | 1 - 3           | Betis Séville   | 1 - 0 | 0 - 3  |
| UD Melilla           | 2 - 4           | Levante UD      | 1 - 0 | 1 - 4  |
| Saragosse            | 2 - 2           | Granada CF      | 1 - 0 | 1 - 2  |
| Deportivo La Corogne | 1 - 1           | RCD Majorque    | 1 - 1 | 0 - 0  |
| Séville FC           | 6 - 1           | RCD Espanyol    | 3 - 1 | 3 - 0  |

### Huitièmes de finale
Les 1/8es de finale se disputent en match aller-retour du 11 au 13 décembre 2012 (aller) et du 8 au 10 janvier 2013 (retour), à l'exception du match aller entre Eibar et Málaga qui se joue le 19 décembre 2012. Le match aller des éliminatoires entre équipes de catégories distinctes se joue sur le terrain de l'équipe de catégorie inférieure.
| Club recevant   | Résultat cumulé | Club visiteur | Aller | Retour |
| --------------- | --------------- | ------------- | ----- | ------ |
| Celta Vigo      | 2 - 5           | Real Madrid   | 2 - 1 | 0 - 4  |
| CA Osasuna      | 1 - 4           | Valence CF    | 0 - 2 | 1 - 2  |
| Córdoba CF      | 0 - 7           | FC Barcelone  | 0 - 2 | 0 - 5  |
| SD Eibar        | 2 - 5           | Málaga CF     | 1 - 1 | 1 - 4  |
| Atlético Madrid | 3 - 0           | Getafe CF     | 3 - 0 | 0 - 0  |
| UD Las Palmas   | 1 - 2           | Betis Séville | 1 - 1 | 0 - 1  |
| Levante UD      | 0 - 3           | Saragosse     | 0 - 1 | 0 - 2  |
| RCD Majorque    | 2 - 6           | Séville FC    | 0 - 5 | 2 - 1  |

### Quarts de finale
Les quarts de finale se disputent en matchs aller-retour du 15 au 17 janvier (aller) et du 22 au 24 janvier 2013 (retour). Le vainqueur de Real Madrid-Valence CF affrontera en demi-finale le vainqueur de FC Barcelone-Málaga CF.
| Club recevant   | Résultat cumulé | Club visiteur | Aller | Retour |
| --------------- | --------------- | ------------- | ----- | ------ |
| Real Madrid     | 3 - 1           | Valence CF    | 2 - 0 | 1 - 1  |
| FC Barcelone    | 6 - 4           | Málaga CF     | 2 - 2 | 4 - 2  |
| Atlético Madrid | 3 - 1           | Betis Séville | 2 - 0 | 1 - 1  |
| Saragosse       | 0 - 4           | Séville FC    | 0 - 0 | 4 - 0  |

### Demi-finales
Les demi-finales se disputent en matchs aller-retour le 30 janvier (aller) et le 27 février 2013 (retour).
| Club recevant   | Résultat cumulé | Club visiteur | Aller | Retour |
| --------------- | --------------- | ------------- | ----- | ------ |
| Real Madrid     | 4 - 2           | FC Barcelone  | 1 - 1 | 3 - 1  |
| Atlético Madrid | 4 - 3           | Séville FC    | 2 - 1 | 2 - 2  |

| 1/2 finale aller               | Real Madrid                              | 1 - 1   | FC Barcelone                     | Stade Santiago Bernabéu, Madrid |                               |
| 30 janvier 2013 21 h 00 (CEST) | Varane 81e                               | (0 - 0) | 50e Fàbregas                     | Arbitrage : Carlos Clos Gomez   | Arbitrage : Carlos Clos Gomez |
| 30 janvier 2013 21 h 00 (CEST) | Carvalho 16e · Callejón 42e · Alonso 90e |         | Piqué 1e · Alves 72e · Puyol 82e | Arbitrage : Carlos Clos Gomez   | Arbitrage : Carlos Clos Gomez |

| 1/2 finale aller               | Atlético Madrid                   | 2 - 1   | Séville FC                                        | Stade Vicente-Calderón, Madrid |                          |
| 31 janvier 2013 22 h 00 (CEST) | Diego Costa 49e (pen.) 71e (pen.) | (0 - 0) | 56e (pen.) Negredo                                | Arbitrage : M Ayza Gámez       | Arbitrage : M Ayza Gámez |
| 31 janvier 2013 22 h 00 (CEST) | Godín 55e · Suárez 78e            |         | Maduro 34e · Spahić 48e · Medel 69e · Navarro 85e | Arbitrage : M Ayza Gámez       | Arbitrage : M Ayza Gámez |

| 1/2 finale retour              | FC Barcelone          | 1 - 3   | Real Madrid                         | Camp Nou, Barcelone                  |                                      |
| 26 février 2013 21 h 00 (CEST) | Alba 89e              | (0 - 1) | 13e (pen.) 57e Ronaldo · 68e Varane | Arbitrage : Alberto Undiano Mallenco | Arbitrage : Alberto Undiano Mallenco |
| 26 février 2013 21 h 00 (CEST) | Piqué 12e · Puyol 41e |         | Arbeloa 37e                         | Arbitrage : Alberto Undiano Mallenco | Arbitrage : Alberto Undiano Mallenco |

| 1/2 finale retour              | Séville FC                                     | 2 - 2   | Atlético Madrid       | Stade Ramón-Sánchez-Pizjuán, Séville   |                                        |
| 27 février 2013 22 h 00 (CEST) | Navas 39e · Rakitić 90+1e                      | (1 - 2) | 6e Costa · 29e Falcao | Arbitrage : Fernando Teixeira Vitienes | Arbitrage : Fernando Teixeira Vitienes |
| 27 février 2013 22 h 00 (CEST) | Kondogbia 43e, 90+2e · Medel 76e · Rakitić 78e |         | García 44e · Díaz 48e | Arbitrage : Fernando Teixeira Vitienes | Arbitrage : Fernando Teixeira Vitienes |

### Finale
En finale, l'Atlético de Madrid bat le Real Madrid 2 à 1 après prolongations le 17 mai 2013 au Stade Santiago Bernabéu.
| 17 mai 2013   | Real Madrid                            | 1 – 2 a. p. | Atlético de Madrid            | Santiago Bernabéu, Madrid                          |                                                    |
| 21 h 30 UTC+2 | Cristiano Ronaldo 14e                  |             | Diego Costa 35e · Miranda 98e | Spectateurs : 85 000 Arbitrage : Carlos Clos Gómez | Spectateurs : 85 000 Arbitrage : Carlos Clos Gómez |
| 21 h 30 UTC+2 | Cristiano Ronaldo 114e · Di María 119e | Rapport     |                               | Spectateurs : 85 000 Arbitrage : Carlos Clos Gómez | Spectateurs : 85 000 Arbitrage : Carlos Clos Gómez |

| Real Madrid | Atlético Madrid |

## Meilleurs buteurs
Classement des buteurs selon les statistiques de la Fédération espagnole de football (mis à jour le 17 mai 2013) :
| Pos. | Joueur             | Équipe           | Buts |
| ---- | ------------------ | ---------------- | ---- |
| 1er  | Diego Costa        | Atlético Madrid  | 8    |
| 2e   | Cristiano Ronaldo  | Real Madrid      | 7    |
| 3e   | Álvaro Negredo     | Séville FC       | 6    |
| 4e   | David Villa        | FC Barcelone     | 5    |
| 5e   | Karim Benzema      | Real Madrid      | 4    |
| 5e   | Lionel Messi       | FC Barcelone     | 4    |
| 7e   | Rubén Castro       | Betis Séville    | 3    |
| 7e   | Mikel Arruabarrena | SD Eibar         | 3    |
| 7e   | Gastón Sangoy      | Sporting Gijón   | 3    |
| 7e   | Borja Viguera      | Deportivo Alavés | 3    |
| 7e   | Chota              | UD Melilla       | 3    |
| 7e   | Roque Santa Cruz   | Málaga CF        | 3    |
| 7e   | Ivan Rakitić       | Séville FC       | 3    |